# Siresa
Siresa (Ciresa en aragonés) es una localidad perteneciente al municipio del Valle de Echo, en la Jacetania, provincia de Huesca, Aragón. Se encuentra a pie de los Pirineos, en la línea fronteriza con Francia.

## Historia
En la primavera del 833, Galindo I Aznárez entró en el Valle de Hecho, al que pertenece Siresa, asentando allí su poder, en esos momentos derivado de su sumisión a la corte de los carolingios. La entrada fue efectuada por una antigua calzada romana que recorría el valle, entrando desde el actual Béarn por el Puerto de Palo para finalizar en Zaragoza.
Antes de su llegada, la población del valle estaba compuesta básicamente por población dedicada a la agricultura y la ganadería y cristianizada algunos siglos atrás.
El 25 de noviembre del 833 se produjo el acto más importante en la historia de Siresa: la donación de la finca de Siressa por parte de Galindo I Aznárez para la fundación en ella de un nuevo monasterio, el Monasterio de San Pedro de Siresa.

## Demografía
| Gráfica de evolución demográfica de Siresa entre 1842 y 1860 |
| |
| Población de derecho según los censos de población del INE Población de hecho según los censos de población del INEEntre el censo de 1877 y el anterior, este municipio desaparece porque se integra en el municipio Hecho |

## Monumentos
- Monasterio románico de San Pedro de Siresa, del siglo XII.

## Ciudadanos célebres
- Anselmo Blaser. Militar y político del siglo XIX.